# Centre des Archives du Communisme en Belgique
Het Centre des Archives du Communisme en Belgique (CArCoB) is een Belgisch communistisch archief en bibliotheek.
De organisatie is gevestigd in de Kazernestraat 33 te Brussel. De Nederlandstalige tegenhanger is het Documentatie- en Archiefcentrum van de Communistische Beweging (Dacob). Tezamen met deze organisatie is de CArCoB de exclusieve bewaarnemer van het archief van de KPB.